# Zielony szlak turystyczny Starachowice – Łączna
 Zielony szlak turystyczny Starachowice – Łączna – szlak turystyczny na terenie Gór Świętokrzyskich.

## Przebieg szlaku
| Odległość | Atrakcje                                                         | Punkt                 | Skrzyżowania szlaków                             |
| --------- | ---------------------------------------------------------------- | --------------------- | ------------------------------------------------ |
| 0,0 km    | zabytek · zabytek techniki · kościół · cmentarz żydowski         | Starachowice PKP, PKS | Skarżysko-Kamienna – Kałków Starachowice – Wykus |
| 11,0 km   |                                                                  | Bronkowice            |                                                  |
| 12,0 km   | kościół                                                          | Radkowice             |                                                  |
|           |                                                                  | Śniadka Trzecia       |                                                  |
|           |                                                                  | Śniadka Druga         |                                                  |
| 15,0 km   | kościół                                                          | Tarczek PKS           |                                                  |
| 20,0 km   | zamek · kościół · zabytek · ruiny · cmentarz · cmentarz żydowski | Bodzentyn PKS         | Wąchock – Cedzyna                                |
| 23,0 km   |                                                                  | Psary-Stara Wieś      |                                                  |
| 29,0 km   | skały · kaplica                                                  | Bukowa Góra           | Barcza – Bukowa Góra                             |
|           |                                                                  | Zagórze               |                                                  |
|           |                                                                  | Zaskale               |                                                  |
|           |                                                                  | Podzagnańszcze        |                                                  |
| 36,0 km   |                                                                  | Łączna PKP            | rezerwat Diabla Góra – Łączna                    |

## Galeria

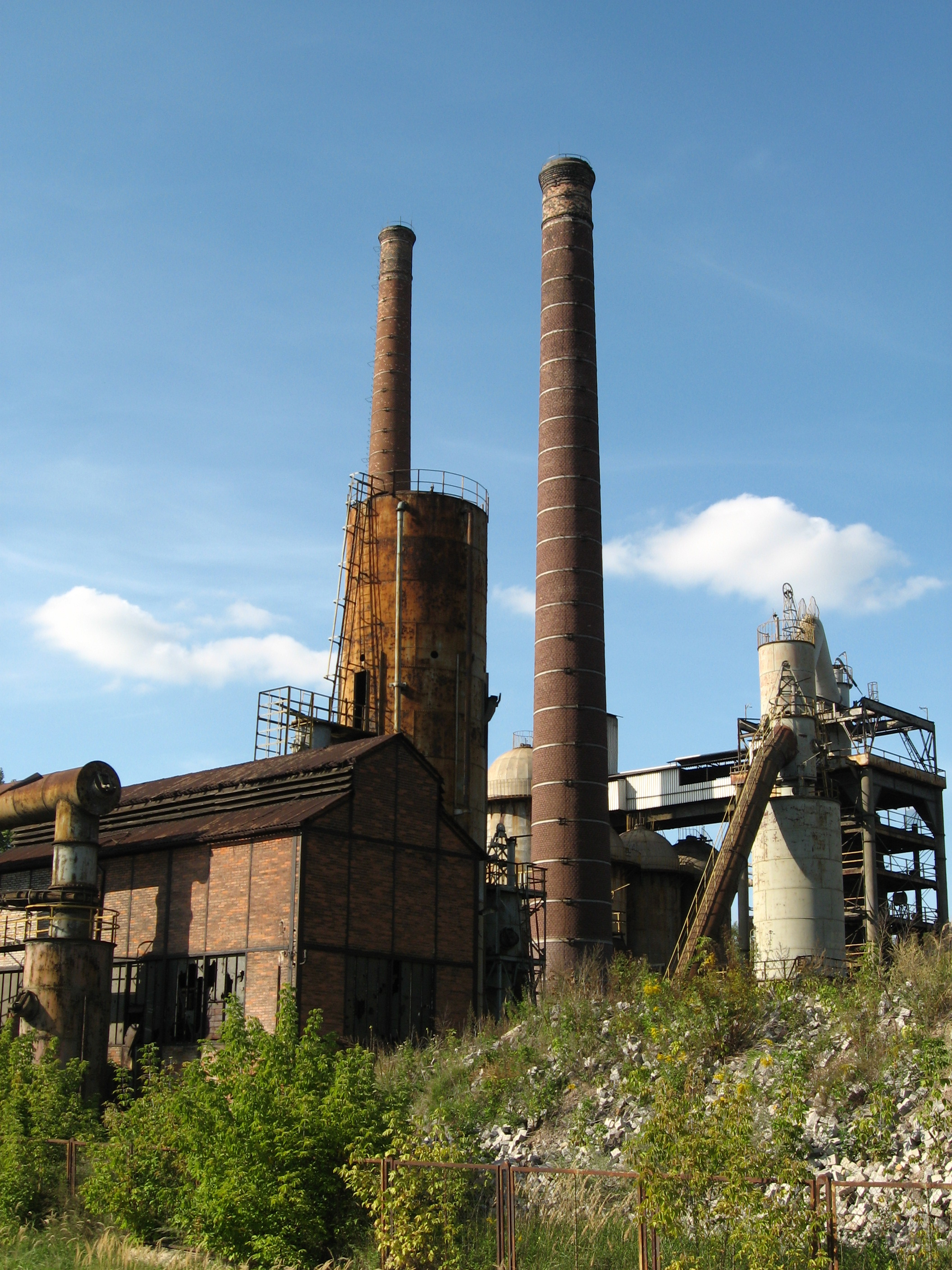
Wielki piec w Starachowicach
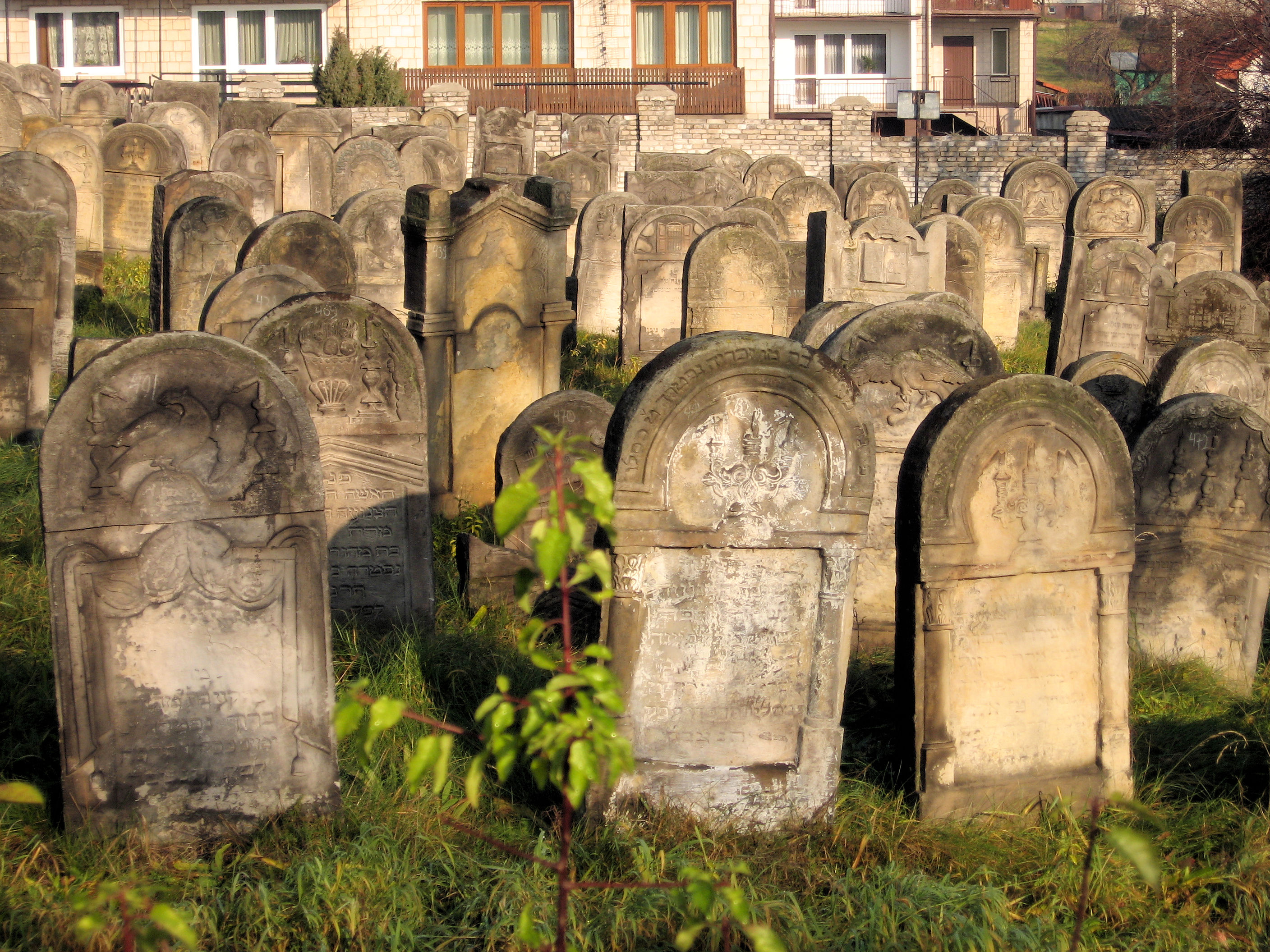
Cmentarz żydowski w Starachowicach
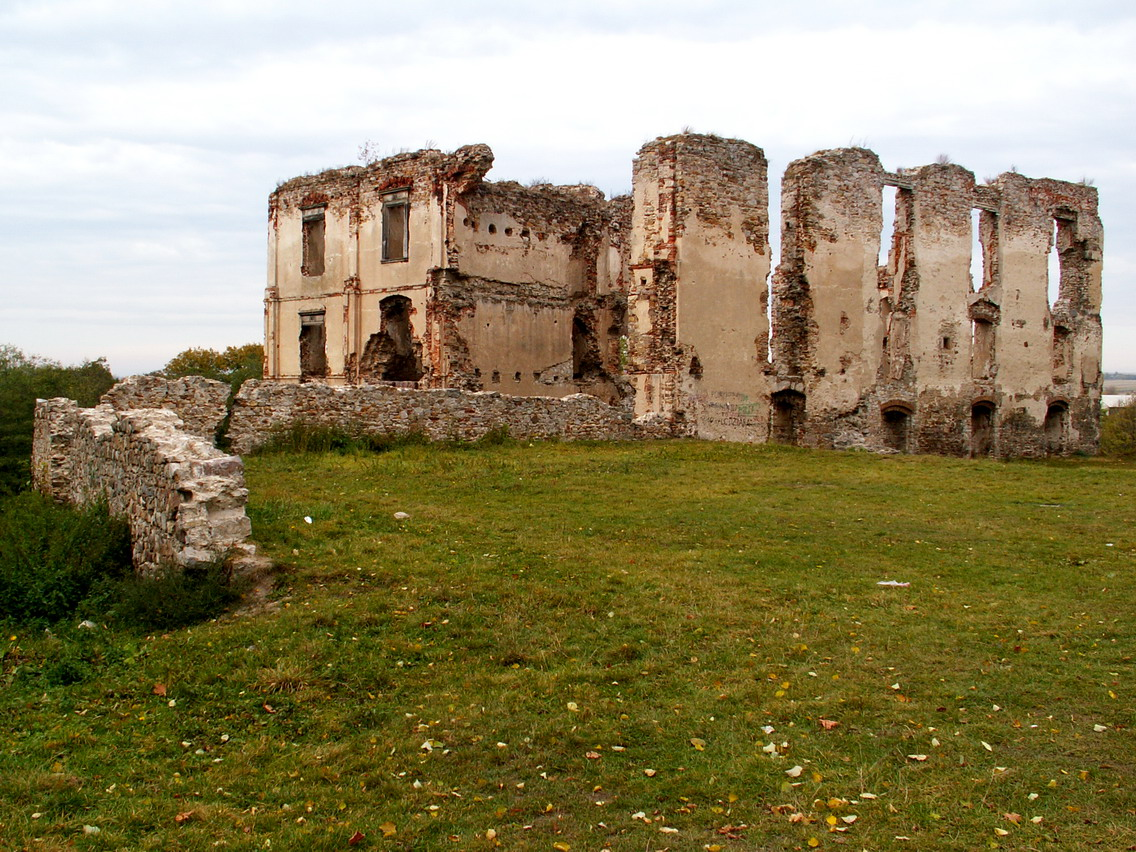
Ruiny zamku w Bodzentynie
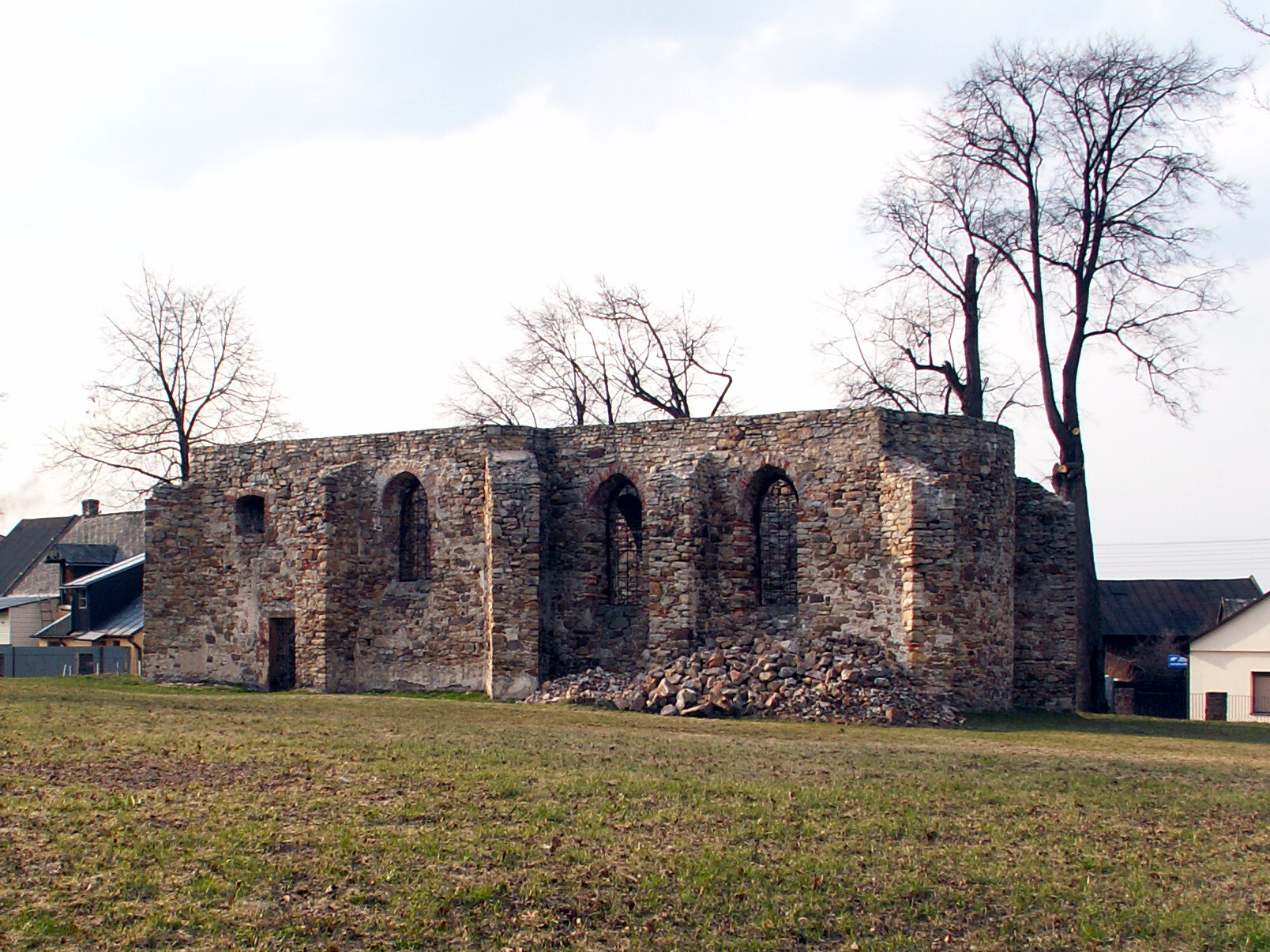
Ruiny kościoła Ducha Świętego w Bodzentynie
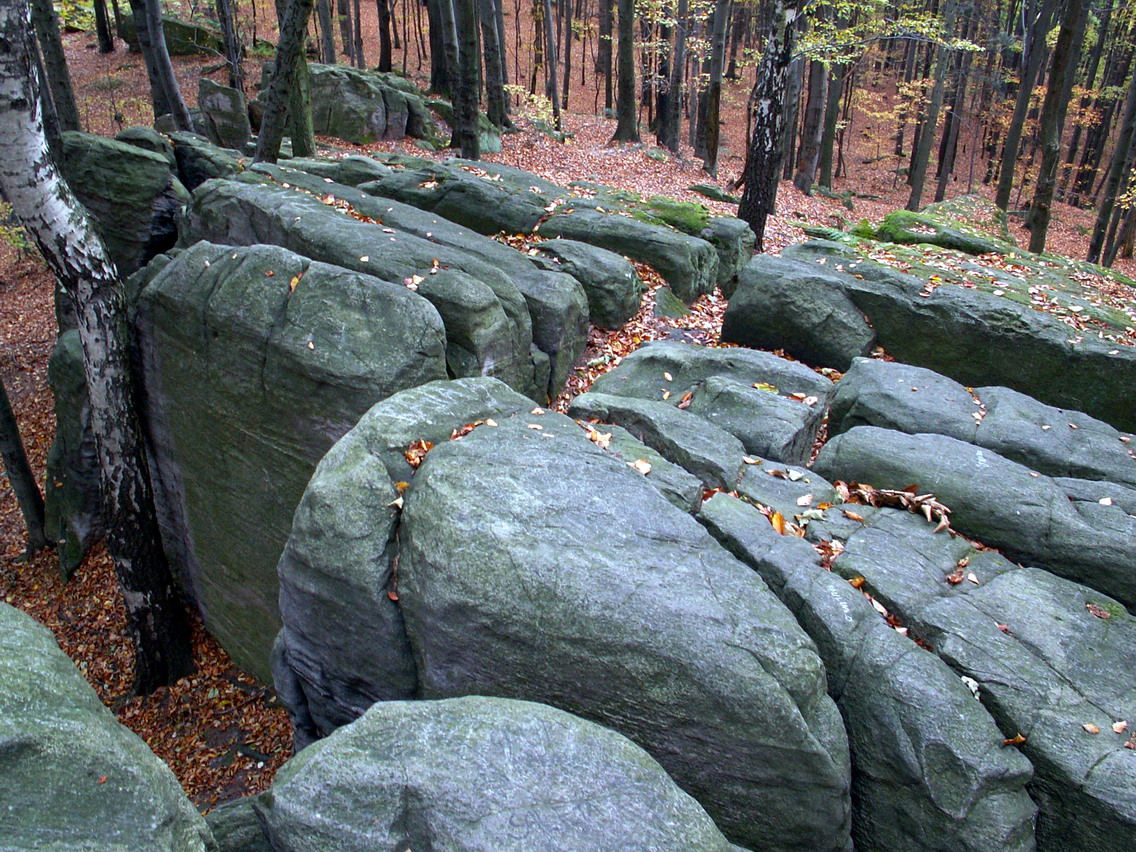
Formacje skalne na szczycie Bukowej Góry